# Universidad de Detroit Misericordia
La Universidad de Detroit Misericordia, UDM (University of Detroit Mercy en inglés), es una universidad privada, católica, de la Compañía de Jesús, ubicada en Detroit, Míchigan (Estados Unidos de América). Forma parte de la Asociación de Universidades Jesuitas (AJCU), en la que se integran las 28 universidades que la Compañía de Jesús dirige en los Estados Unidos.

## Historia
La UDM se fundó en 1877 como Detroit College por los Jesuitas. Posteriormente pasó a denominarse Universidad de Detroit (University of Detroit en inglés). En 1990 adoptó su nombre actual tras fusionarse con el Misericordia College de Detroit (Mercy College of Detroit en inglés), una institución universitaria de las Hermanas de la Misericordia que se había establecido en 1941.

## Deportes
La UDM compite en la División I de la NCAA, en la Horizon League.